# Reidar Møistad
Reidar Møistad er en norsk tidligere håndboldspiller og nuværende håndboldtræner. Han har siden september 2019 været assisterende træner i for Polens kvindehåndboldlandshold.
Han har tidligere været cheftræner i København Håndbold, assistent i Storhamar HE og været landstræner for Norges U/19-kvindehåndboldlandshold.